# عقيدة دينية

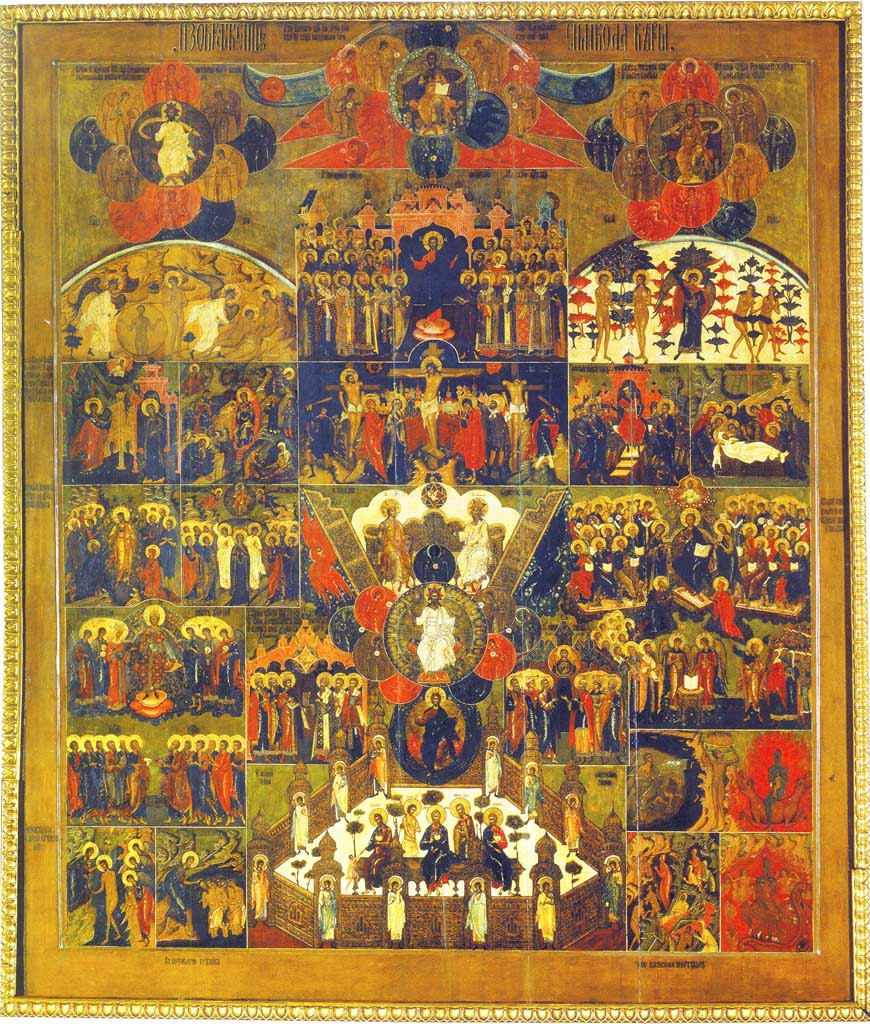

العقيدة الدينية هي مجموعة المقولات التي تشكل أساس الإيمان أو الدين، فكل متبع لهذا الدين يجب أن يؤمن بهذه المقولات حتى يصدق دخوله في هذا الدين، أو يعتبر خارج نطاق الجماعة الدينية.
العقيدة في اللغة: من العقد؛ وهو الربط، والإبرام، والإحكام، والتوثق، والشد بقوة، والتماسك، والمراصة، والإثبات؛ ومنه اليقين والجزم. والعقد نقيض الحل، ويقال: عقده يعقده عقداً، ومنه عقدة اليمين والنكاح.
والعقيدة: الحكم الذي لا يقبل الشك فيه لدى معتقده، والعقيدة في الدين ما يقصد به الاعتقاد دون العمل؛ كعقيدة وجود الله وبعث الرسل. والجمع: عقائد وخلاصة ما عقد الإنسان عليه قلبه جازماً به؛ فهو عقيدة، سواء كان حقاً، أم باطلاً.
ويرى الفيلسوف وليام جيمس (1842-1910) أن العقيدة إيمان بالبقاء مرهون بقوة وراء الظواهر الكونية، ويساعدنا النظر في الديانات المقارنة، كي نعلم أن الروح الدينية لا تكون واحدة عبر العصور، ولكنها تحتوي رغم ذلك على بعض العناصر المشتركة، فلا يزال الشعور “بالقداسة” كامنا فيها في قرارة كل عقيدة دينية، كما يدخل في كل ديانة نزوع بالتوضيح والتفسير والإدراك، لأن الإنسان يعي أنه محاط بقوة غيبية. إلا أن الشعور بالقداسة هو أعمق الأسس في عناصر كل ديانة.

## سيكولوجية العقيدة الدينية
ومن علماء النفس الذين وضحوا الشعور بالعقيدة الدينية من الوجهة السيكولوجية الأستاذ في جامعة «كلارك» والذي مارسَ العلاج بالوسائل النفسية ومنها وسائل الإيمان، فقد وضح عالم النفس الأستاذ رايموند كاتل (Cattell) صاحب كتاب «علم النفس ومسألة الدين» الشعور بالعقيدة الدينية من الوجهة السيكولوجية فقال:
«إن الصلاة تتراجع — بازدياد — إلى الاكتفاء بتحسين الشخصية والمحافظة على الروح المعنوي في الفرد أو الجماعة، وبهذه المثابة لا يستطيع علم النفس أن ينكر جدواها على اعتبارها من الإيحاء الذاتي، ولكنها على هذا قد تنتحل لنفسها مزية لا ضرر فيها: وهي مزية الإرشاد إلى مزاولات عملية تزيد من قابلية النفس للاستيحاء والاستجماع. ومما تقدم القول فيه عن خلود النفس نلخص أصولها النفسانية — أي أصول الصلاة — في هذه المراجع الثلاثة: العودة إلى عادة الاسترسال مع التفكير الذي يسر ويرضي، والاستمرار في تجارب الإنسان البدائي في الأحلام والخيالات، وضرورة الاحتفاظ بالوازع الأخلاقي لمجازاة الذين عجز العدل الإنساني عن جزائهم في هذه الحياة …»
ثم قال في تعليل النزوع الديني المفاجئ في بعض أطوار النفس الإنسانية: «يبدو على العموم أن هذا النزوع يعلل بأن الفورات الجنسية في طور المراهقة يقابلها في هذا السن زواجر كابحة من الآداب التي تربط بالأهواء الجنسية كثيرًا من إحساس الجريمة أو الخطيئة، وكلما اشتد التدافع بين التعبيرات الجنسية والأهواء الكامنة وبين الزواجر الأدبية أحاط بالنفس القلق والندم وتخلصت منهما فحلت المشكلة بالإعراض عن الشهوات والاعتزاز بالذات تساميًا إلى حب بني الإنسان جميعًا بديلًا من الحب الجنسي، وإلى مقاربة العزة الإلهية بديلًا من الاعتزاز بالذات».
وعن طبيعة الاعتقاد، يقول الأستاذ جوردن البورت، في كتابه الفرد وديانته، بإنه ينطوي على ثلاثة أطوار؛ فترة التصديق الساذج يصدِّق فيها الطفل حواسه، وخياله، وما يسمعه بغير تمييز، وبقاء هذا التصديق الساذج معه مدى الحياة، وفي الغالب يكون ملازما للعقول التي توقَّف بها النمو دون التمام…، أو يكون مقصورا على المسائل التي تحيط بها الجهل المطبق، وتسلَّط بها قدرة قوية الأثر.
الطور الثاني، يأتي بعد هذه المرحلة، فإن الشكوك تطرق عقل الإنسان، من جميع الأبواب المتقدِّمة وهي جزء متَّصل من كل تفكير مفهوم، وليس في وسع الإنسان أن ينشئ له عقيدة قائمة على الملاحظة، والتفكير ما لم يواجه النقائص التي يشتمل عليها كل عرف مسموع.
الطور الثالث هو مرحلة النضج التي يتَّسم بها كل تفكير مفيد ويسأل “جوردن” هل الاعتقاد والإيمان شيء واحد؟ ويجيب بأن الكلمتين تستخدمان أحيانا بمعنى واحد، وفي بعض المواطن تعبِّر عن معنيين مختلفين، لأن التسليم غالب على الإيمان، أمَّا الاعتقاد، فيقترن أحيانا بمعرفة بعض الأسباب، ولو من قبيل التقدير، والترجيح.

## اليهودية
إن أهمّ تعاليم وعقيدة الديانة اليهودية هي الإيمان بالله الواحد الأحد، الفرد الصمد الذي يريد لجميع الشعوب أن تفعل ما هو عادل ورحيم. وقد خلق جميع الناس على صورة الله الذي يستحق المعاملة بكرامة واحترام.

## المسيحية
أساس الايمان في المسيحية هو الايمان بالله الواحد الذي في وقت بعينه أخذ صورة الجسد (تجلى في جسد إنسان) لكى يخلص العالم من عقوبة الموت التي استحقها الإنسان بعد خطيئة ادم. المسيحية تطلق لقب الابن على الله المتجسد (يسوع المسيح، لقب الاب على الله الكائن منذ الازل وإلى الابد، ولقب الروح القدس على روح الله التي يحل بها على الإنسان في المعمودية. الثلاثة هم القاب أو صفات لله الواحد. الله الابن (أي الله المتجسد) الذي نزل لخلاص البشرية صلب ومات وقام من الأموات وصعد بالجسد الذي تجلى به إلى عرشه مرة أخرى.

## الإسلام
في الإسلام تشكل عبارة «لا إله إلا الله محمد رسول الله» أساس العقيدة الإسلامية التي يجب على كل مسلم الإيمان بها والعمل وفقها.
والعقيدة الإسلامية «هي الإيمان الجازم بربوبية الله تعالى وألوهيته وأسمائه وصفاته، وملائكته، وكتبه، ورسله، واليوم الآخر، والقدر خيره وشره، وسائر ما ثبت من أمور الغيب، وأصول الدين، وما أجمع عليه السلف الصالح، والتسليم التام لله تعالى في الأمر، والحكم، والطاعة، والاتباع لرسوله صلى الله عليه وعلى آله وسلم».

## العقائد الدينية للعرب قبل الإسلام
كان لعرب ما قبل الإسلام حياة دينية متنوعة تمتد جذورها إلى حقب تاريخية قديمة وقد اتخذت صوراً واشكالاً مختلفة تبعاً لتطورهم الثقافي وطبيعة ظروف حياتهم الاقتصادية والاجتماعية.
وكانت دياناتهم قبل الإسلام متباينة مختلفة فكان غالبيتهم وثنين وهم الذين عبدوا الاصنام وحجوا البيت واعتمروا ومارسوا طقوس العبادة من إحرام وطواف وسعي ووقفوا المواقف كلها. وحصل ـصل الشرك من طريق التقرب إلى الله بالتماثيل والاصنام، ثم تحولوا تدريجياً إلى عبادة الاصنام نفسها وشبوا على تعظيم الكعبة، كما في قوله تعالى «ما نعبدهم الا ليقربونا إلى الله زلفى». والادلة على إثبات ذلك كثيرة ومتواتره في القرآن، وقد ذكر القرآن الكريم اعترافهم باتخاذهم الاصنام واسطة وزلفى تقربهم إلى الله، غير أنه لا يوجد مصدر أصدق وأوثق من القرآن، الذي حصر هذه الديانات في ملة ابراهيم عليه السلام، والذين هادوا والنصارى والصابئين والمجوس والمشركين فضلاً عن القرآن الكريم فلدينا في الشعر العربي قبل الإسلام ما يشير إلى هذه العقائد المختلفة كانت تراود خواطر الشعراء وتمثل قسطاً من تفكيرهم الديني، بحظوظ متفاوتة لكل عقيدة ولاسيما ان الشعراء حينذاك كانوا يعدون طائفة مميزة، إذن فليس من المبالغة أن نقول نستطيع الاعتماد الأكبر على الشعر العربي قبل الإسلام، ولهذه المميزات للشعر العربي التي تمدنا بحقيقة التفكير العربي قبل الإسلام ولاسيما التفكير الديني، لقد عرفت مدن الحجاز في حقبة قبل الإسلام عدداً من الديانات والعقائد:

### الوثنية والشرك
على الرغم من عدم توفر معلومات عن بداية ظهور الوثنية إلا أنها الديانة السائدة عند العرب قبل الإسلام، كما اشار إلى ذلك القرآن الكريم. ويشير الباحثون إلى أن هذه الديانة كانت في الأصل عبادة الكواكب، وإن أسماء الأصنام والآلهة وان تعددت وكثرت فإنها ترجع كلها إلى ثالوث سماوي هو: الشمس والقمر والزهرة، وهو رمز لأسرة صغيرة تتألف من الأب هو القمر، ومن أم وهي الشمس، ومن ابن هو الزهرة، وذهبوا إلى أن أكثر أسماء الالهة هي في الواقع نعوت لها، وأن ثمة ارتباط بين عبادة هذه الاجرام، وذلك أن الناس كانوا قد صنعوا الاصنام لتكون صورة أو رمزاً يذكرهم بالإله الذي يعبدونه فاتخذوها أصناماً، وبذلك مثلت الاصنام في نظرهم قوة عليا هي فوق الطبيعية. ومن أبرز الاصنام التي كان يعبدها غالب العرب عند ظهور الإسلام: هبل واللات والعزى ومناة. ويعد هبل من أعظم هذه الاصنام، وأشار القرآن الكريم إلى عبادة العرب اللات والعزى ومناة، وسخر من اعتقادهم بأن هذه الاصنام هي بنات الله فقال تعالى: «أفرأيتم اللات والعزى ومناة الثالثة الأخرى. ألكم الذكر وله الانثى». ولم تقتصر العرب على عبادة هذه الأصنام فقط، بل أشارت المصادر إلى عبادتهم لأصنام أخرى مثل: أساف ونائلة ومطعم الطير ومناف وقزح، فضلاً عن وجود اصنام أخرى كان يعبدها قوم نوح واستمرت عبادتها عند العرب وهي سواع ويغوث ويعوق ونسر.
إن شيوع الوثنية في بلاد العرب قبل الإسلام قامت على فكرة عبادة مظاهر الطبيعة كالأرض والسماء والنجوم والكواكب، ولما كان العرب يعتقدون بوقوعهم في حياتهم تحت تأثيرها فقد حرصوا على إرضائها اجتلاباً لخيرها فاتخذوا لها اشكالاً مختلفة في بيوت وأشجار وأحجار مصورة تمثل انساناً أو حيواناً وأخرى غير مصورة، وصاروا ينظرون اليها على أنها رمز للطبيعة، ومن ثم أصبحت معبودات لهم. وكانوا يسمون ذبائح الغنم التي يذبحون عند أصنامهم وأنصابهم تلك العتائر، والمذبح الذي يذبحون فيه يسمى العتر.
ومن جملة الطقوس الدينية التي مارسها العرب اتخاذهم طريقتين للتقرب إلى الله أو الأصنام: الأولى: تقديم القرابين الحيوانية بذبحها، والثانية: وقف القرابين الحيوانية أيضا للآلهة الصنم.
وكانت مقاليد الوثنية العربية بأيدي الكهنة والعرافين فكان العرب يعتقدون في الكاهن أنه قديسهم الديني وقدوتهم الصالحة وعالمهم الحكيم، فضلاً عن ما كان للكهانة من دور في رسم صورة تاريخية واجتماعية وإلى ذلك كان الكهنة يقومون بدور التحكيم في حل بعض المنازعات، ومن قبيل ذلك مفاخرة أمية بن عبد شمس وهاشم بن عبد مناف على خمسين ناقة، وجعلا بينهما الكاهن الخزاعي.

### الحنيفية
كان ذكر الله أمراً شائعاً قبل الإسلام، ولا نكاد نظفر بشاعر منهم لم يذكره في شعره على حين قل ذكرهم للأصنام، يقول الأعشى:
استأثر الله بالوفاء وبالعدل    وولى الملامة الرجلا
وروي لعبيد بن الأبرص:
من يسل الناس يحرموه                 وسائل الله لا يخيب
وقول زهير بن أبي سلمى:
فلا تكتمن الله ما في نفوسكم   ليخفي ومهما يكتم الله يعلم
والحنيفية من كان على دين إبراهيم عليه السلام، ويذكر الزجاجي الحنيف في الجاهلية (قبل الإسلام) من كان يحج البيت ويغتسل الجنابة ويختتن، فلما جاء الإسلام كان الحنيف المسلم. أما أبو عبيدة فيذكر: «أن الحنيفية عند العرب حج البيت وبعض مسائل الفطرة».
لم يقم الفكر الديني عند العرب قبل الإسلام على أساس الإيمان بالمبادئ الوثنية وإنما كان بجانب ذلك اعتقاداً قوياً بالله عز وجل، ووجد له سنداً قوياً بما قدمته الديانتان اليهودية والمسيحية، فضلاً عن البقايا التوحيدية القديمة كالديانة الإبراهيمية الحنيفية. وقد مارس الوثنيون طقوس دين إبراهيم عليه السلام مع شركهم، وعظموا الأشهر الحرام وأنكروا الفواحش وعاقبوا على الجرائم، ومن أنواع عبادة التوحيد قبل الإسلام التحنث وهو التقرب والانقطاع إلى الله وممن تحنث إلى الله عبد المطلب بن هاشم ثم ورقة بن نوفل، وتحنث البعض الآخر إلى الله بطريقة أخرى مثل حكيم بن حزام الذي تحنث بواسطة صلة الرحم والتصدق. إن العقلية العربية لم تفهم أو عجزت عن فهم الإله الواحد، فهم لم يعرفوا معنى التوحيد من أساسه. إن طبيعة البلاد العربية لم تدع إلى نشوء فكرة التوحيد، وإن وحدانية اليهود والنصارى لم تكن أكثر من وثنية العرب، فالعرب لم يتأثروا باليهودية والمسيحية في فكرة التوحيد، بل تأثروا بفلسفتهم الوثنية إلى حد ما، فنرى أن الإسلام لم يتطور من درجة إلى درجة، بل نشأ مستقلاً بذاته. وهذا أوس بن حجر يقسم بالله ويقسم بالأوثان على الرغم من إيمانه بالله قائلاً:
وباللات والعزى ومن دان دينها       وبالله إن الله منهن أكبر
وعلى الرغم من أن أهل الحجاز كغيرهم من العرب قد استبدلوا بدين إبراهيم وابنه إسماعيل عليهما السلام ديناً غيره، إلا أنه كان لا يزال فيهم بقايا ملة إبراهيم ويتنسكون بها «من تعظيم البيت والطواف به والحج والعمرة والوقوف على عرفة ومزدلفة وإقراء الضيف وتعظيم الأشهر الحرم وإنكار الفواحش والتقاطع والتظالم مع إدخالهم في ذلك ما ليس فيه».

### الحج
يعد الحج من أهم تقاليد العرب الدينية قبل الإسلام بأمد طويل، إذ كان لتقاليده علاقة قوية وأثر كبير في حياتهم الاجتماعية، وكان شاملاً لجميع العرب على اختلاف عقائدهم وعباداتهم وبيئاتهم. ولمكانة الحرم في نفوس العرب قبل الإسلام كانوا يضعون له حدوداً تشير إلى نهايته ومن يدخل هذه الحدود يصبح آمناً، ويعد الاعتداء في الحرم نوعاً من الكفر والفجور ولذلك نجد العرب قد أرخت بعام الغدر بسبب ما حدث فيه من اعتداء داخل الحرم. وصانت قريش حرمة الكعبة والحرم، فلم تسمح قريش لعابث أن يمسها بشيء. ولشدة اجلال العرب وإعزازهم للبيت العتيق وأرض الحرم كان الرجل منهم يلقي قاتل أبيه أو أحد ذويه في أرض الحرم أو في الشهر الحرام ولا يعترضه بشر، وكانوا لا يدخلون الكعبة بأحذيتهم وقد سن لهم الوليد بن المغيرة خلعها، وبلغ من تقديس الكعبة أن الحوائض من نساء العرب قبل لإسلام لا يدنين من الكعبة ولا يمسحن بأصنامها بل يقفن بعيداً عنها. ويعد موسم الحج من أكبر المحافل الاجتماعية في مكة، فضلاً عن وظيفته الدينية حيث يفد إليها أعداد كبيرة من العرب وغيرهم لغرض أداء طقوس الحج وممارسة النشاط الاقتصادي من طريق التجارة والتكسب في أسواق مكة المرتبطة بموسم الحج.
ووردت في القرآن الكريم آيات كثيرة تشير إلى الحج وتقاليده وشعائره منها قوله تعالى: «إِذْ بَوَّأْنَا لِإِبْرَاهِيمَ مَكَانَ الْبَيْتِ أَن لَّا تُشْرِكْ بِي شَيْئًا وَطَهِّرْ بَيْتِيَ لِلطَّائِفِينَ وَالْقَائِمِينَ وَالرُّكَّعِ السُّجُودِ، وَأَذِّنْ فِي النَّاسِ بِالْحَجِّ يَأْتُوكَ رِجَالًا وَعَلَى كُلِّ ضَامِرٍ يَأْتِينَ مِنْ كُلِّ فَجٍّ عَمِيقٍ».